# ブイトーニ
ブイトーニ （伊語：Buitoni） は、イタリアの食品生産企業である。

## 歴史
1827年にイタリア、トスカーナ州ボルゴ・サンセポルクロでジュリア・ボニンセーニィ (Giulia Boninsegni)により創業した。元々はジュリアの手作りパスタから始まったのだが、二人の息子、ジュゼッペとジョヴァンニ・ブイトーニが世界的な企業へと押し上げた。1988年にはネスレの傘下となった。パッケージに描かれた「La casa buitoni（ブイトーニの家）」が有名である。
2008年1月、ネスレはブイトーニのパスタとビスコッティの生産を打ち切ることとサンセポルクロの工場の売却を決定し、ネスレはブイトーニ・ブランドを維持しつつ、ライセンス生産を行ってくれるパートナーを探していた中で、同じイタリアのニューラット社に売却した。現在はニューラットを含む複数の会社が所有している。

## 冷凍ピザ食中毒事件
2022年3月、フランスでブイトーニの冷凍ピザによる食中毒が報告され、子供２名が死亡。ピザからは大腸菌汚染が確認され、製造工場の衛生管理に問題があったと指摘されている。BFM TVがピザ工場内の写真を放送中に公開した。
関連して2022年2月に１２歳の子供がブイトーニの冷凍ピザを食べた事により大腸菌汚染で昏睡状態に陥り、5月に意識を取り戻したがその後もメンタルへの影響や記憶喪失などの後遺症が続いていると両親が仏メディアRMCに告発した。
この食品事故はヨーロッパ最大の食品スキャンダルと呼ばれ子供２名死亡に加えて１２名以上に重篤で長期にわたる健康被害をもたらした。2022年4月にはフランス政府はネスレフランスに対しフランス北部にあるブイトーニの食品工場に生産停止命令を出した。その後ネスレフランスが工場と原材料から集めたおよそ2000件のサンプルを検査したところ小麦粉の大腸菌汚染がこの食品事故の最も可能性の高い原因であると発表した。

## 日本での展開
日本国内では1980年代から1990年代初頭にかけ、カゴメが販売していた。その後ネスレ日本に販売権が移った。ネスレは一時Jリーグ、ジュビロ磐田のスポンサーについていたことがあり、ユニフォームにブイトーニのロゴが記されていた。ネスレ日本は2007年8月をもって、個人向け商品の取り扱いを中止した。
ブイトーニ製品の日本国内での販売については、静岡市の鈴与商事が2009年、国内輸入代理店の権利を取得し、同年11月から業務用のドライパスタに限って国内での販売を開始した。その後、2010年9月より一般向けにもドライパスタの販売を開始した。なお一般向け販売について、当面は静岡県内のみに限定し、順次販売エリアを拡大していく意向とされている。
2011年6月より鈴与商事の関連会社であるベルボートジャパン（本社は東京都千代田区、事業所は静岡市葵区）が国内輸入代理店となったが、同社が2013年2月に同じく鈴与グループであるSSKセールスの関連会社となったことに伴い、SSKセールスが同時期に国内総販売代理店となった。2020年4月にSSKセールスが清水食品に吸収合併されたため、国内販売総代理店も清水食品となっている。